# Kralj Tomislav kroz tisuć godina
Kralj Tomislav kroz tisuć godina monografija je hrvatskoga povjesničara Marija Jareba iz 2017. godine, koja predstavlja prvo sustavno djelo koje obrađuje lik Kralja Tomislava kroz prizmu historiografije, mitologije i nacionalnoga identiteta. Izdana u sunakladništvu Despot Infinitusa, Hrvatskog instituta za povijest i Družbe »Braća Hrvatskoga Zmaja«, knjiga na 303 stranice donosi sveobuhvatnu analizu povijesne i simboličke uloge prvoga hrvatskog kralja.
Strukturirana u tri glavne cjeline, monografija istražuje povijesne izvore o Tomislavu, proslavi tisućite obljetnice Hrvatskoga Kraljevstva 1925. godine te utjecaj toga događaja na suvremeno hrvatsko društvo. Posebna pozornost posvećena je analizi dostupnih povijesnih dokumenata i njihovoj interpretaciji kroz hrvatsku i stranu historiografiju. Djelo je obogaćeno s 227 ilustracija, od kojih su mnoge prvi put objavljene.
Jareb kritički pristupa razvoju narativa o kralju Tomislavu, posebno razmatrajući kako je njegova figura korištena u izgradnji nacionalnoga identiteta tijekom 20. stoljeća. Autor detaljno analizira proslavu tisućgodišnjice iz 1925., koja se odvijala u Kraljevini SHS iako je prvotno zamišljena tijekom razdoblja Austro-Ugarske Monarhije.
Značajan doprinos knjige leži u analizi materijalnih tragova proslave, poput zagrebačkoga konjaničkog spomenika kralju Tomislavu i brojnih spomen-obilježja diljem hrvatskih zemalja. Djelo također obrađuje povezane teme, poput uloge biskupa Grgura Ninskoga i starohrvatskih simbola u formiranju suvremenoga hrvatskog identiteta.